# 서파푸아 축구 대표팀
서파푸아 축구 국가대표팀은 인도네시아의 서파푸아(서뉴기니)를 대표하는 축구 대표팀이다. 이 팀은 FIFA 및 아시아 축구 연맹이 아니기 때문에 FIFA 및 아시아 축구 연맹이 주관하는 대회에는 참가하지 않는다.